# Jezioro Kikolskie
Jezioro Kikolskie – jezioro w woj. kujawsko-pomorskim, w powiecie lipnowskim, w gminie Kikół, leżące na terenie Pojezierza Dobrzyńskiego.

## Dane morfometryczne
Powierzchnia zwierciadła wody według różnych źródeł wynosi od 66,0 ha do 72,1 ha.
Zwierciadło wody położone jest na wysokości 85,8 m n.p.m. lub 85,2 m n.p.m. Średnia głębokość jeziora wynosi 3,6 m, natomiast głębokość maksymalna 6,5 m.
W oparciu o badania przeprowadzone w 1998 roku wody jeziora zaliczono do wód pozaklasowych i III kategorii podatności na degradację.